# Jenő Károly
Jenő Károly (Budapest, Hungría, 15 de enero de 1886 - Turín, Italia, 28 de julio de 1926) fue un futbolista y director técnico húngaro. Se desempeñaba en la posición de delantero. Fue el primer entrenador de la Juventus de Turín.

## Selección nacional
Fue internacional con la selección de fútbol de Hungría en 25 ocasiones y marcó 10 goles. Debutó el 5 de abril de 1903, en un encuentro amistoso ante un equipo de la región de Bohemia que finalizó con marcador de 2-1 a favor de los húngaros. Participó en los Juegos Olímpicos de Estocolmo 1912.

## Clubes

### Como futbolista
| Club              | País    | Año         |
| ----------------- | ------- | ----------- |
| M. T. K. Budapest | Hungría | 1903 - 1910 |
| Budapest Honvéd   | Hungría | 1910 - 1919 |

### Como entrenador
| Club            | País   | Año         |
| --------------- | ------ | ----------- |
| Savona F. B. C. | Italia | 1920 - 1923 |
| Juventus F. C.  | Italia | 1923 - 1926 |

## Palmarés

### Como futbolista

#### Campeonatos nacionales
| Título              | Club              | País    | Año  |
| ------------------- | ----------------- | ------- | ---- |
| Nemzeti Bajnokság I | M. T. K. Budapest | Hungría | 1904 |
| Nemzeti Bajnokság I | M. T. K. Budapest | Hungría | 1910 |
| Copa de Hungría     | M. T. K. Budapest | Hungría | 1910 |

#### Distinciones individuales
| Distinción                          | Año  |
| ----------------------------------- | ---- |
| Goleador de la Nemzeti Bajnokság I. | 1903 |
| Goleador de la Nemzeti Bajnokság I. | 1905 |